# Javianne Oliver
Javianne Oliver (* 26. Dezember 1994 in Monroe, Georgia) ist eine US-amerikanische Sprinterin, die sich auf den 100-Meter-Lauf spezialisiert hat.

## Sportliche Laufbahn
Javianne Oliver studierte von 2014 bis 2017 an der University of Kentucky in Lexington und trat 2018 erstmals bei einer internationalen Meisterschaft an. Bei den Hallenweltmeisterschaften in Birmingham erreichte sie im 60-Meter-Lauf das Halbfinale und schied dort mit 7,10 s aus. 2021 wurde sie bei der Doha Diamond League in 11,03 s Dritte über 100 Meter und siegte Anfang Juli in 11,32 s beim Meeting Stanislas Nancy. Über diese Distanz qualifizierte sie sich für die Teilnahme an den Olympischen Spielen in Tokio und schied dort mit 11,08 s im Semifinale aus. Zudem gewann sie mit der US-amerikanischen 4-mal-100-Meter-Staffel in 41,45 s gemeinsam mit Teahna Daniels, Jenna Prandini und Gabrielle Thomas die Silbermedaille hinter dem Team aus Jamaika. Anfang September siegte sie dann in 11,19 s über 100 Meter beim Meeting Città di Padova.
2021 wurde Oliver US-amerikanische Meisterin im 100-Meter-Lauf und 2018 wurde sie Hallenmeisterin über 60 Meter.

## Persönliche Bestzeiten
- 100 Meter: 10,96 s (+1,1 m/s), 18. Juni 2021 in Eugene
  - 60 Meter (Halle): 7,02 s, 18. Februar 2018 in Albuquerque
- 150 Meter: 17,11 s (+1,0 m/s), 20. Juli 2020 in Fort Worth